# ヤマハ・Aシリーズ
Aシリーズ（エー・シリーズ）はヤマハのサンプラーの型番・商品名。

## 概要
プロ用のフルラックサイズのサンプラーである。2005年現在、全モデルとも生産完了している。TX16Wの後継機種として製造された。SCSIの転送速度の遅さに批判も見られる。

## シリーズのモデル

### A7000
1995年発売。当時の定価60万円のプロ用サンプラーである。
ADコンバーターは20ビット64倍オーバーサンプリングΔΣ方式、DAコンバーターは20ビット8倍オーバーサンプリング方式を採用。サンプリング周波数は48kHz～29.4kHz対応。最大同時発音数32音（別売拡張ボードATGB32装着時64音）　マルチティンバー16パート。ウェーブメモリー8MB（拡張時64MB）、エフェクトは完全ステレオ。リバーブ系×11、モジュレーション系×5、ボイスエフェクト×30。SY99、TX16Wのデータファイルの互換性を確保（波形、マッピングのロード）。2tr同時録音、8tr同時再生HDRとしても利用可能。

### A3000
1997年発売。当時の定価179,000円。
コントロールノブでパラメーターをリアルタイム操作可能なサンプラー。ブレイクビーツ作成を念頭に置いている。青色の筐体を採用し、ハンディーサンプラーSU10の流れも感じられるモデルである。
最大同時発音数 64音 マルチティンバー数 16パート AD変換 16bitΔΣ方式64倍オーバーサンプリング DAコンバータ 18bit4倍オーバーサンプリング エフェクト 3系統（各54プログラム）＋4バンドEQ。

### A5000
1999年発売。当時の定価229,000円。A3000のディスプレイを大きくした後継機種。
24dB/octの総計16種類ものフィルタータイプ、6系統のエフェクト マルチティンバー数 32パート 最大同時発音数126音　AD変換 20ビット・64倍オーバーサンプリング DA変換 24ビット・8倍オーバーサンプリング RAM容量標準＝4MB（オンボード実装）、最大拡張時＝128MB。

### A4000
1999年発売。A5000の廉価版。当時の定価149,000円。
最大同時発音数64音 マルチティンバー数 16パート 3系統のエフェクト。